# Edward Claessens
Edward Frans Claessens (Hingene, 14 november 1885 - Verfeil, 19 januari 1945) was een Belgisch syndicalist en politicus voor de BWP.

## Levensloop
Claessens, getrouwd met Filomena Coeck, was beroepshalve metaalbewerker.
Hij begon zijn politieke loopbaan als bestuurslid van de socialistische mutualiteit in Niel. Tijdens de Eerste Wereldoorlog was hij onder meer voorzitter van het Comité voor Oorlogswezen van Niel (1915). In 1919 werd hij secretaris van de Nielse afdelingen van zowel de Textielarbeidersbond (TACB) als de Algemene Centrale (AC) binnen de Syndikale Kommissie en later het Belgisch Vakverbond (BVV).
Hij werd verkozen tot provincieraadslid voor het kiesdistrict Boom van 1924 tot 1929 en van 1932 tot 1936. In Niel was hij gemeenteraadslid (1921-1940) en burgemeester (1927-1939). Hij werd verkozen tot socialistisch senator voor het arrondissement Antwerpen in 1936 en vervulde dit mandaat tot aan zijn dood.
Hij was in allerhande, hoofdzakelijk socialistische organisaties in zijn gemeente, actief. Zo was hij voorzitter van de Socialistische Turnkring Voor Geest en Lichaam, de Samenwerkende Maatschappij Volkshuis en de lokale BWP-afdeling. Tevens was hij bestuurder van de Gewestelijke Maatschappij van Goedkope Woningen te Boom, afgevaardigd beheerder van de Weezen van de Arbeid te Niel en bestuurslid van de Socialistische Harmonie De Verbroedering. Ten slotte was hij medeoprichter (1919) en ondervoorzitter van de Antwerpse Socialistische Turngouw en erevoorzitter van de Nielse afdeling van de Nationale Federatie der Verminkten van Arbeid en Vrede.